# О ялиночко

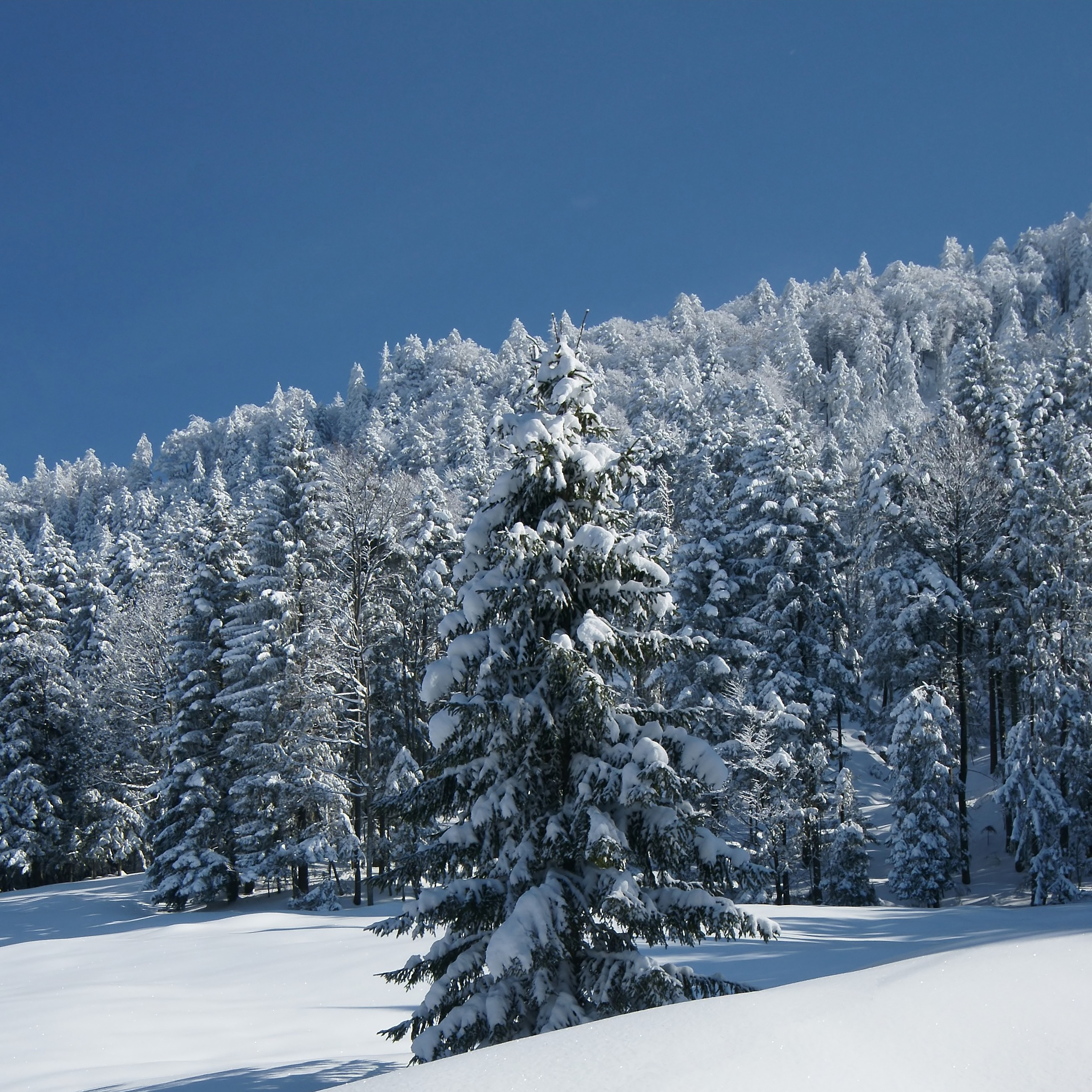
Ялиночка

О ялиночко (нім. O Tannenbaum) — німецька колядка. Найдавніші варіанти пісні відомі з другої половини XVI століття; у 1615 р. композитор Мельхіор Франк (бл. 1579—1639) створив на їхній основі духовну пісню-псалом «Ah Tannenbaum» («Ах, ялинко»). Сучасна канонічна версія пісні створена у 1824 р. композитором і органістом Ернстом Аншюцом (1780—1861) з Ляйпціга.

## Слова
| Оригінал, Anschütz (1824) | Дослівний переклад |
| O Tannenbaum, o Tannenbaum, Wie treu sind deine Blätter! Du grünst nicht nur zur Sommerzeit, Nein, auch im Winter, wenn es schneit. O Tannenbaum, o Tannenbaum, Wie treu sind deine Blätter! O Tannenbaum, o Tannenbaum, Du kannst mir sehr gefallen! Wie oft hat schon zur Winterzeit Ein Baum von dir mich hoch erfreut! O Tannenbaum, o Tannenbaum, Du kannst mir sehr gefallen! O Tannenbaum, o Tannenbaum, Dein Kleid will mich was lehren: Die Hoffnung und Beständigkeit Gibt Mut und Kraft zu jeder Zeit! O Tannenbaum, o Tannenbaum, Dein Kleid will mich was lehren!1. 2. | О ялиночко, О ялиночко Яка вірна тобі твоя хвоя. Ти зеленієш не тільки в літній час, А навіть взимку, коли йде сніг. О ялиночко, О ялиночко Яка надійна в тебе хвоя. О ялиночко, О ялиночко Ти можеш мені дуже подобатись! Як часто було вже в зимовий час Дерево, від тебе мені покращується настрій! О ялиночко, О ялиночко Ти можеш мені дуже подобатись! О ялиночко, О ялиночко Твій одяг мене чогось навчає: Надії та впертості, Дає мужність і силу в будь-який час! О ялиночко, О ялиночко, Твій одяг мене чогось навчає! |